# Александро (футболист, 1999)
Алекса́ндро Ви́ктор де Со́уза Рибе́йро (порт.-браз. Alexsandro Victor de Souza Ribeiro; родился 9 августа 1999, Рио-де-Жанейро) — бразильский футболист, центральный защитник французского клуба «Лилль» и сборной Бразилии.

## Клубная карьера
До присоединения к клубу «Шавеш», Александро выступал за клубы из низших лиг Португалии. В новом клубе он провёл сезон 2021/22 как основной центральный защитник и помог клубу выйти в высшую лигу Португалии.
1 июля 2022 года присоединился к французскому клубу «Лилль». Дебютировал за «догов» 7 августа 2022 года в матче Лиги 1 против клуба «Осер», проведя на поле все 90 минут.

## Карьера в сборной
В конце мая 2025 года получил свой первый вызов в сборную Бразилии. Дебютировал 5 июня 2025 года, проведя полный матч квалификации к чемпионату мира 2026 против Эквадора.